# Jacques Marie Bellwald

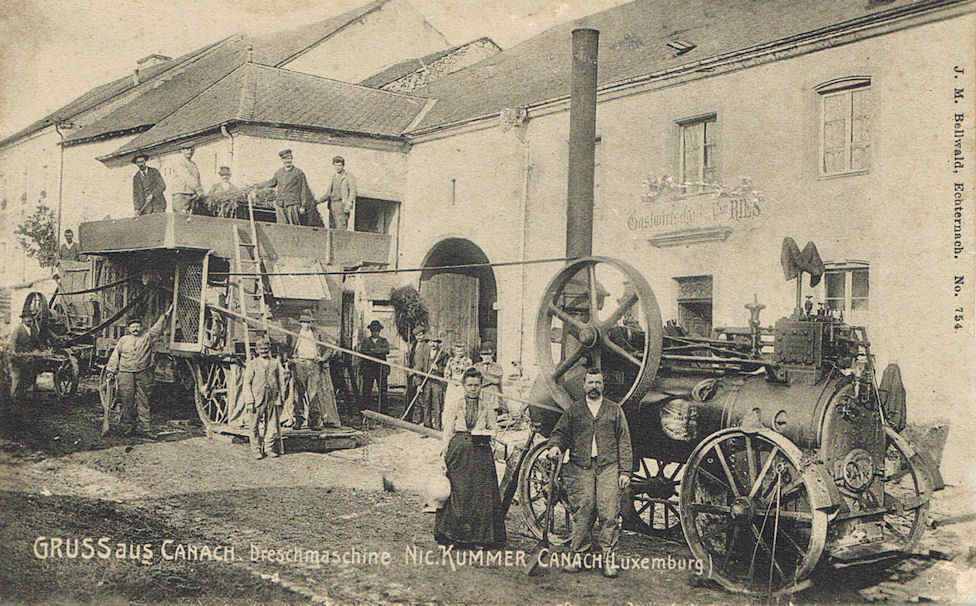
Pozdrav z Canachu, pohlednice

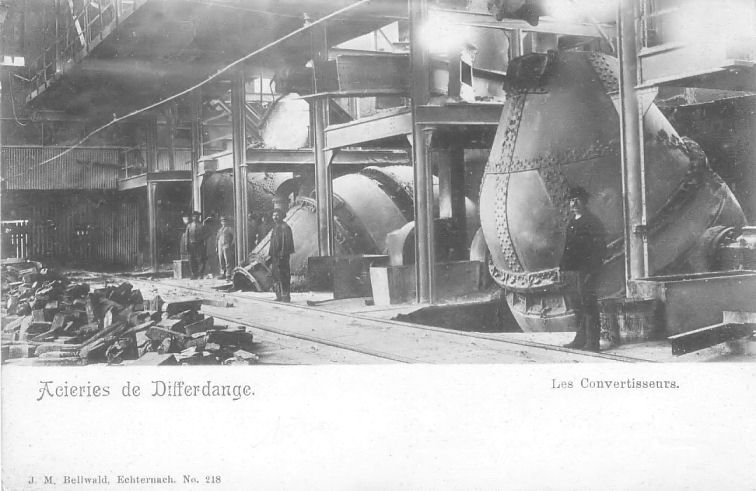
Ocelárny Differdange, Thomasovy konvertory

Jacques Marie Bellwald (10. září 1871, Bech-Kleinmacher – 25. dubna 1945, Echternach, Lucemburské velkovévodství), byl lucemburský fotograf. Poprvé se s fotografií seznámil v Paříži. Poté se vrátil do Lucemburska, aby se učil u dvorního fotografa Charlese Bernhoefta. Oženil se a usadil se v Echternachu jako fotograf. Dne 18. října 1896 v Hôtel du Cerf, Bellwald organizoval první filmovou projekci v Lucembursku. Promítl mimo jiné i první film, který kdy byl v historii natočen: Příjezd vlaku na stanici bratří Lumièrů. O několik dní později, 22. října, představil stejné filmy v Lucemburku ve Villa Louvigny.

## Životopis
Jacques Marie Bellwald byl synem Nicolase Bellwalda a jeho první manželky Marie Munhovenové. Jeho matka zemřela brzy a Jacques Marie Bellwald měl v roce 1875 nevlastní matku. Bellwald se seznámil s fotografickými technikami v Paříži a absolvoval výcvik u Charlese Bernhoefta v Lucembursku. Po svatbě v roce 1895 se přestěhoval do Echternachu, kde si na tržišti otevřel vedle Denzelta fotografické studio. Využil nástup rozmachu pohlednic z let 1896/97 a rostoucí počet turistů a v období mezi jeho pobočkou v Echternachu a začátkem první světové války vyráběl pohlednice se stovkami motivů z Lucemburska. Na fotografických výpravách jej často doprovázela jeho žena Josephine Hirsch a jeho dvě děti Leonie a Cécile. Jeden syn zemřel v dětství. Bellwald také dokumentoval německou invazi do Echternachu v průběhu první světové války a později spojenecká vojska. Později přešel na reprodukci starších fotografií. Lze předpokládat, že navrhl kolem 1 500 až 2 000 různých fotografických pohlednic.
Bellwald v Echternachu v Hôtelu du Cerf dne 18. října 1896 představil první kino v Lucemburku. V hlavním městě se objevil jako promítač jen o čtyři dny později. Čtyřikrát denně během října 1896 promítal filmy ve vile Louvigny v Lucembursku. Představil Lumiereovy filmy Příjezd vlaku na nádraží v La Ciotat a La Mer a také vlastní filmy. V zimních měsících roku 1896 se pohyboval po lucemburských městech a promítal. Ani on, ani jeho krajan Adolphe Amberg, který také několik dní po Bellwaldu začal promítat pohyblivé obrazy, v kariéře v kinematografa nepokračoval. Do doby, než byla v Lucemburku zřízena první kina kolem roku 1907, se v Lucembursku objevilo jen několik cestujících umělců ze zahraničí. Se svým putovním kinem navštívil výroční trhy zejména Theodor Bläser z Wiesbadenu. Populární byla také rodina Marzenů z Trevíru, kteří promítali filmy, které sami vytvořili, často s lucemburskými motivy.
Jacques Marie Bellwald dále psal, ilustroval a publikoval cestovní průvodce o oblasti Echternachu. První vyšel v roce 1898 pod názvem Album Guide, La Petite Suisse Luxembourgeoise. Později následovaly La Moselle Luxembourgeoise et Mondorf-les-Bains a St. Willibrord und die Springprozession (1902).
Solange Coussement zařadil Bellwalda mezi nejlepší fotografy venkova, kteří pracovali v Evropě.

## Díla
Bellwald je autorem dvou turistických průvodců a brožury o tanečním průvodu Echternach.

## Galerie

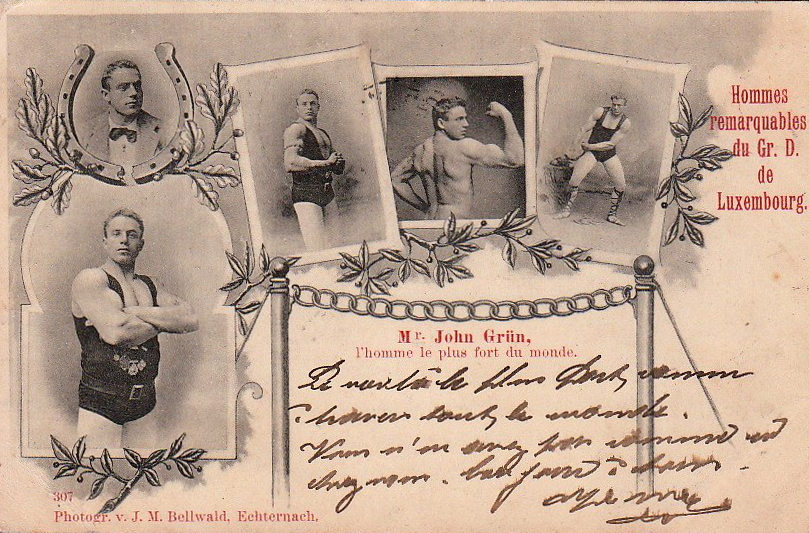
John Grün
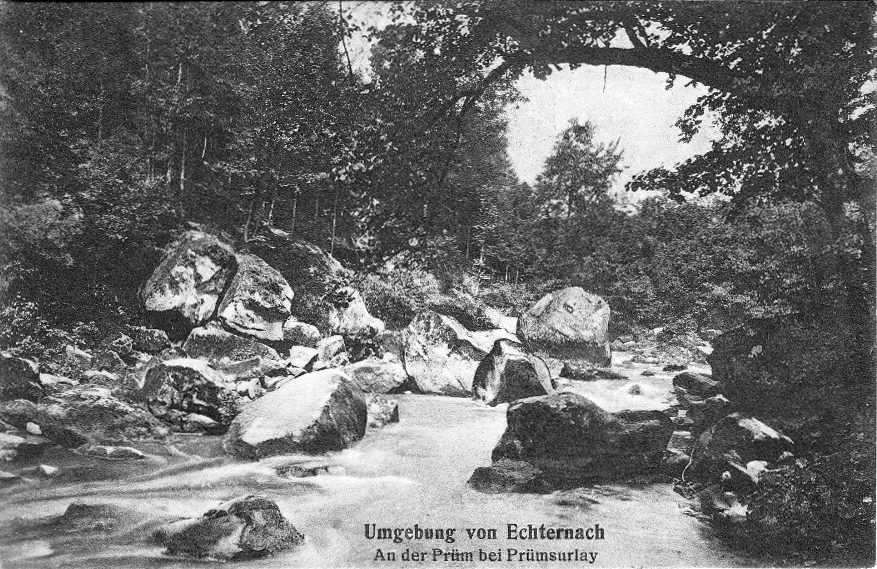
Prümzurlay
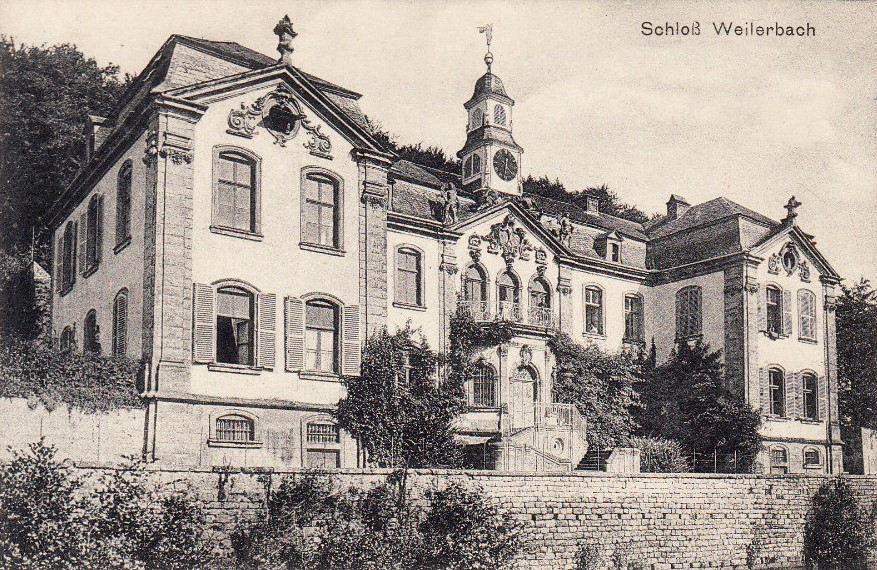
Zámek Weilerbach
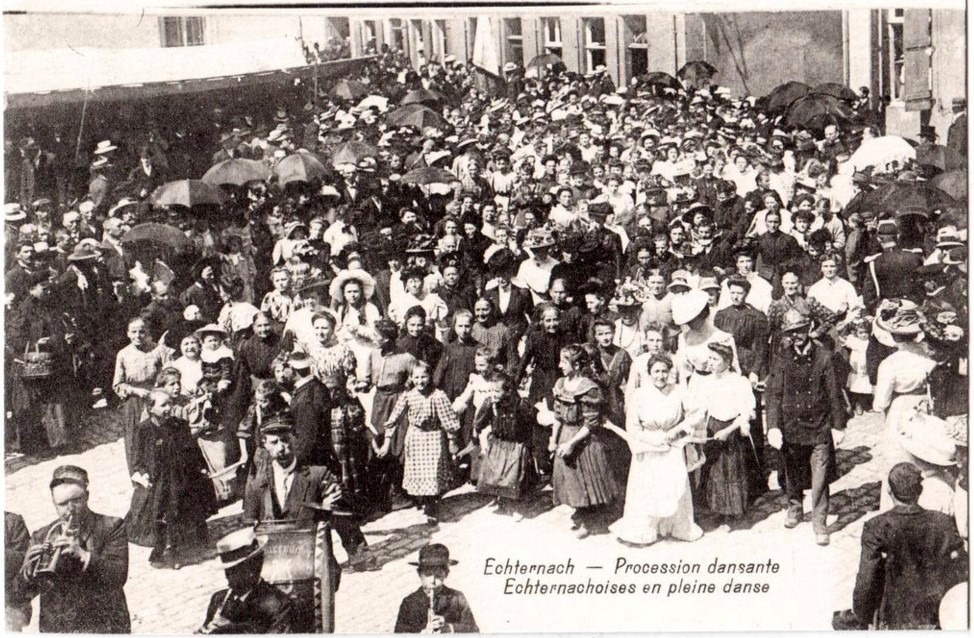
Taneční průvod Echternach
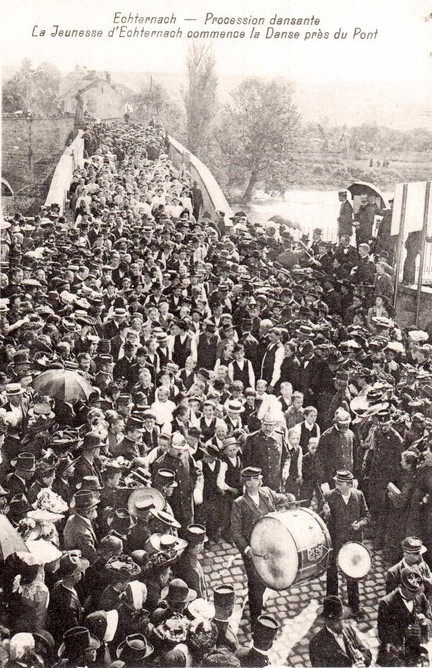
Taneční průvod Echternach
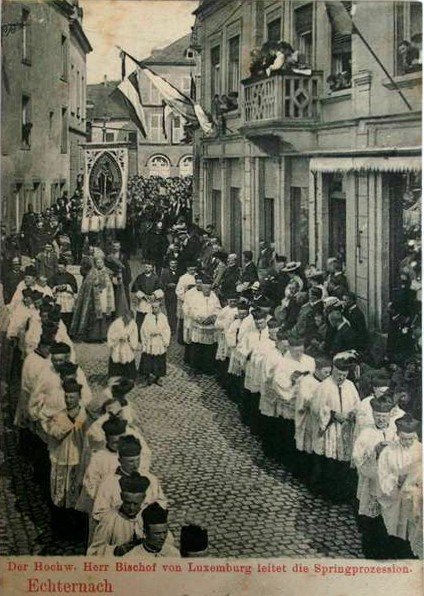
Taneční průvod Echternach s biskupem
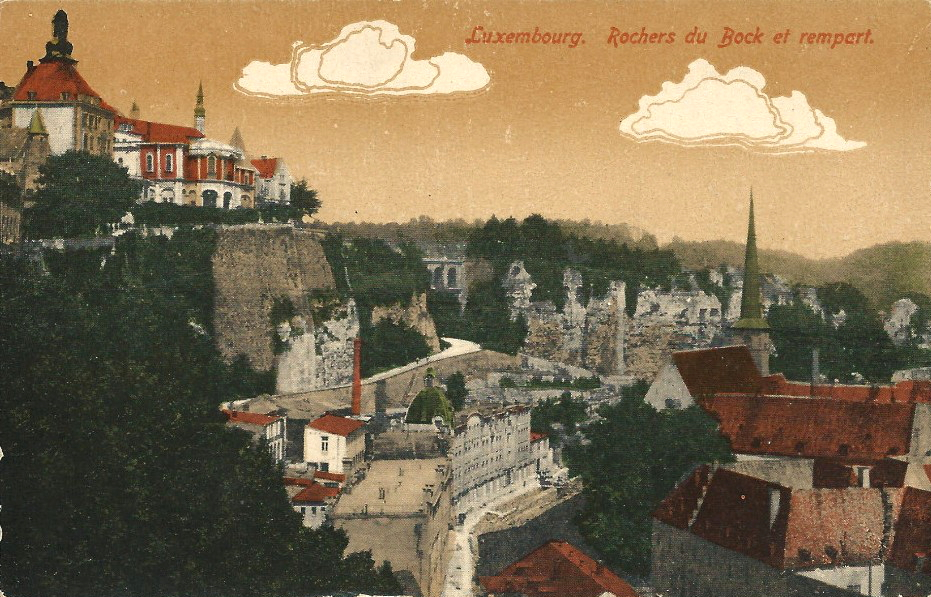
Pevnost Rocher du Boc / Bockfiels, Lucemburk, kolorovaná pohlednice